# Kenya Vision 2030

Oficjalne logo programu

Kenya Vision 2030 (sua. Ruwaza ya Kenya 2030) – program rozwojowy w Kenii zakładający przeprowadzenie wielu inwestycji do 2030 roku. Został zainicjowany 10 czerwca 2008 roku przez rząd Kenii.

## Założenia projektu

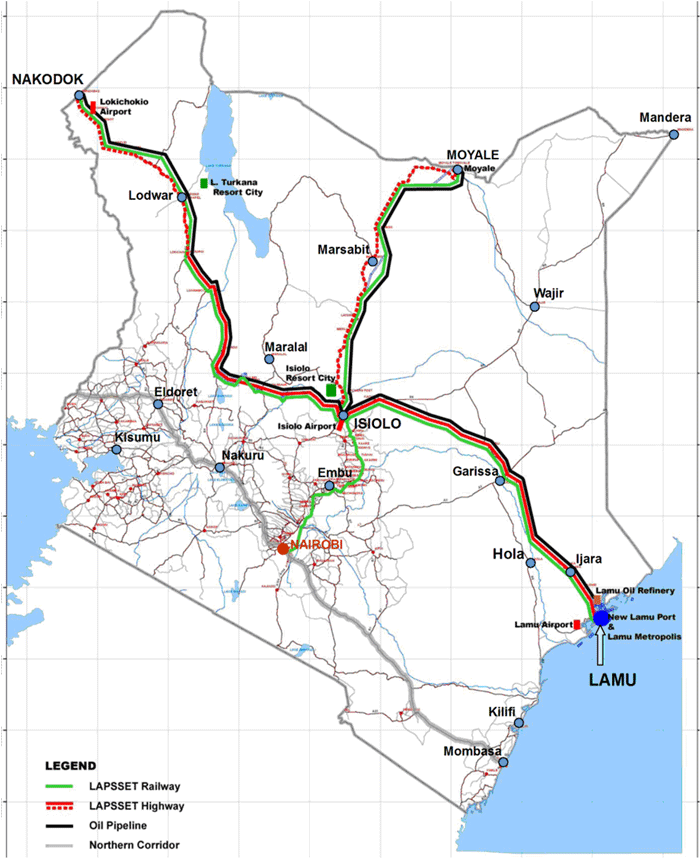
Planowany rozwój sieci drogowej w ramach programu LAPSSET

Program „Kenya Vision 2030” zakłada przekształcenie Kenii w „kraj nowo uprzemysłowiony, ze średnimi dochodami, wysokim poziomem życia mieszkańców” oraz „czystym i bezpiecznym środowiskiem”. Podstawą są trzy filary: gospodarczy, społeczny i polityczny. Filar gospodarczy ma na celu osiągnięcie średniego tempa wzrostu gospodarczego wynoszącego 10 procent rocznie i utrzymanie go do 2030 roku. Filar społeczny zakłada stworzenie „spójnego i równego rozwoju społecznego w czystym i bezpiecznym środowisku”. Filar polityczny opiera się na przejrzystym systemie demokratycznym.

## Planowane inwestycje
Projekt zakłada m.in.: rozwój infrastruktury, stworzenie specjalnych stref ekonomicznych, rozbudowę kolei, budowę dróg, rozwój sektora energetycznego, w tym energetyki geotermalnej. Ponadto planowana jest budowa technopolis Konza City, tzw. „krzemowej sawanny”, której koszt szacowany jest na około 14,5 mld USD. Program inwestycyjny odbywa się w ramach planów pięcioletnich.